# Lo mejor de Los Violadores
Lo mejor de Los Violadores es un álbum de nuevas versiones de temas de la banda argentina de punk rock Los Violadores, lanzado en 2002.
El CD está compuesto casi completamente de material de los años 80, salvo por "Vamos nena" de 1991.

## Lista de temas
1. Uno, dos, ultraviolento
2. Más allá del bien y del mal
3. Sentimiento fatal
4. Fuera de sektor
5. Existirás
6. Nada ni nadie nos puede doblegar
7. Mercado indio
8. Vamos nena
9. Como la primera vez
10. Viejos patéticos
11. La era del corregidor
12. Represión